# Thomas Bennett
Pour les articles homonymes, voir Bennett.
Ne doit pas être confondu avec Thomas W. Bennett.
Thomas Bennett, né le 7 octobre 1814 à Londres et mort le 7 mars 1898 à Christiania, est un négociant britannique et norvégien. 

## Biographie

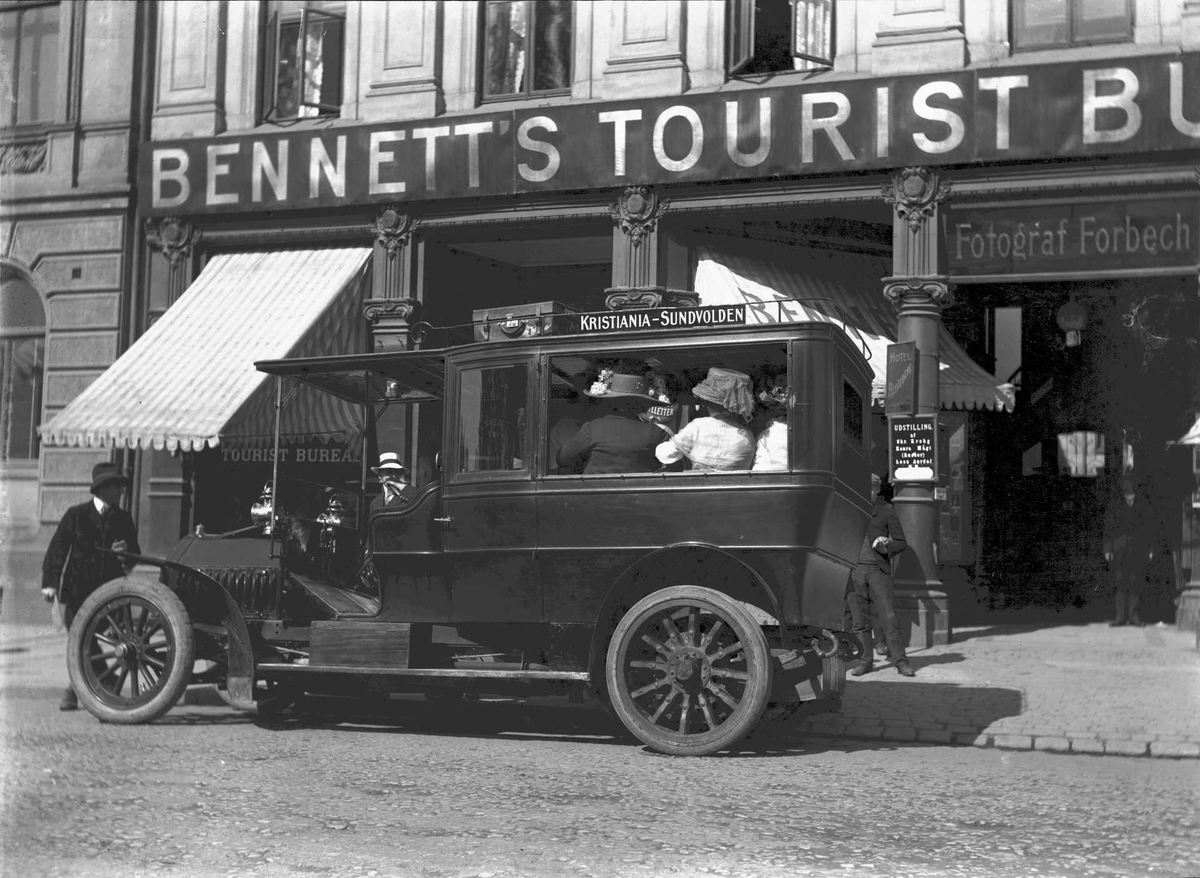
Enseigne de l'agence Bennett d'Oslo

Thomas Bennett s'installe à Christiania (aujourd'hui Oslo) en 1848. Il y fonde la toute première agence de voyages de Norvège et établit des magasins à Store Strand Garden. Il devient rapidement un des entrepreneurs les plus importants de la ville. 
Bennett, fournisseur de calèches, rencontre de nombreux voyageurs. Louis Enault, par exemple, lui achète en 1857 du matériel lors de son périple en Norvège et Jules Verne qui le cite dans son roman Un billet de loterie (chapitre V) a traité avec lui lors de son voyage de 1861. Il aide aussi à l'élaboration du Guide Murray et devient secrétaire du consul de Grande-Bretagne à Christiania. 
On lui doit l'ouvrage Selection of phrases for Tourists travelling in Norway (1870). 
Il est inhumé au cimetière de Notre-Sauveur (Oslo).